# Rossana Lombardo
Rossana Lombardo (ur. 9 lipca 1962 w Formii) – włoska lekkoatletka, sprinterka, olimpijka.

## Kariera sportowa
Zajęła 7. miejsce w sztafecie 4 × 400 metrów na mistrzostwach Europy juniorów w 1979 w Bydgoszczy.
Odpadła w eliminacjach sztafety 4 × 400 metrów na igrzyskach olimpijskich w 1980 w Moskwie (sztafeta włoska biegła w składzie: Lombardo, Agnese Possamai, Daniela Porcelli i Erica Rossi).
Była mistrzynią Włoch w sztafecie 4 × 400 metrów w 1981 i 1982.

## Rodzina
Jej ojciec Vincenzo Lombardo był lekkoatletą sprinterem, olimpijczykiem z 1952 i 1956, a później generałem w Guardia di Finanza, a starsza siostra Patrizia Lombardo również sprinterką i płotkarką, olimpijką z 1984.